# Lebohang Mokoena
Lebohang Mokoena (ur. 29 września 1986 w Soweto) – południowoafrykański piłkarz grający na pozycji ofensywnego pomocnika lub napastnika.

## Kariera klubowa
Lebohang wychował się w biednej dzielnicy Johannesburga i jak zawsze podkreśla nie doszedł by tak daleko bez ogromnej pomocy rodziców. W młodości grywał z kolegami na piaskowych boiskach, potem zaczął grywać w lokalnych klubach amatorskich. Następnie zainteresował się nim jeden z najbardziej utytułowanych klubów w kraju – Orlando Pirates. Początkowo Lebohang grywał w drużynie rezerw, jednak prezentował tam bardzo dobrą formę. Po krótkim czasie został przeniesiony do pierwszej drużyny. Tam obecnie jest jednym z najlepszych graczy, chociaż nie zawsze wychodzi w pierwszym składzie.

## Kariera reprezentacyjna
Mokoena w reprezentacji RPA rozegrał jak na razie pięć meczów. Pierwsze występy zaliczył w 2005 roku.